# Artes (revista)
Artes fue una revista española de periodicidad quincenal publicada entre 1961 y 1971 y dirigida por Isabel Cajide.
Fundada por Cajide y la que después de esa fecha fue senadora por designación real, Belén Landáburu, la publicación contó con las colaboraciones de artículos escritos por relevantes figuras de la cultura y de las artes plásticas españolas de la época, como el poeta y crítico de arte Ángel Crespo, el periodista y crítico de arte José María Moreno Galván, el pintor y teórico del arte Juan Antonio Aguirre, el catedrático de Arte Contemporáneo Valeriano Bozal Fernández,  el que después fue Premio Nacional de Historia y académico de la Real Academia de Bellas Artes de San Fernando, Víctor Manuel Nieto Alcaide,  Antonio Bonet Correa, Rafael Soto Vergés, Castro Arines, el dramaturgo Francisco Nieva y el poeta José Hierro, entre otros muchos.
De acuerdo con Víctor Nieto Alcaide, el tono general de la revista, que no era cara, era directo y alejado de la erudición.El papel de Cajide y de Landáburu fue de aglutinadoras de un plantel de críticos de arte de diferentes orientaciones, que forjaron en la revista su carrera profesional, cuando la crítica de arte era escasa en España.  Abrieron las páginas al arte contemporáneo; incluyeron en la revista la Primera Bienal Hispanoamericana de Arte, con la que comenzó a introducirse la abstracción en las salas españolas de arte. La línea de la revista estaba también abierta a las diferentes corrientes artísticas que coexistían en ese momento, asumiendo las corrientes figurativas. Entre los artistas recogidos en la revista estaban Mampaso, Amalia Avia, Juan Ribera Berenguer, Rafael Canogar, Feito, Viola, Manuel Rivera, Chirino, Godofredo Ortega Muñoz. y otros muchos. 